# História de uma alma
História de uma Alma (l'Histoire d'une Âme) é a autobiografia de Teresa de Lisieux, uma freira da Ordem dos Carmelitas Descalços, que foi canonizada pela Igreja Católica em 1925. A primeira edição data de 30 de setembro de 1898, um ano após sua morte por causa de uma tuberculose, aos 24 anos de idade, em 1897. O livro era um volume formado por três manuscritos diferentes, de longitude diferente, escritos em tempo diferente, dirigidos a pessoas diferentes, e de carácter diferente. O trabalho de unificar a desordem dos manuscritos foi levado a cabo por Paulina, a irmã de Teresa. Inicialmente o livro foi publicado com a intenção de ser memórias para os conventos das carmelitas e pessoas religiosas ligadas a elas, pelo que se editaram só umas duas mil cópias. No entanto converteu-se num fenômeno editorial que serviu para aumentar a fama de santidade de Santa Teresinha.

## Autora

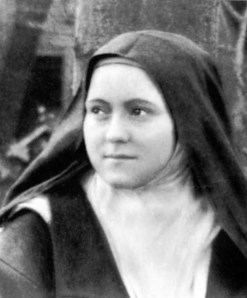
Fotografia de Teresa de Lisieux, datada de 1888-1896.

Teresa de Lisieux, O.C.D., nascida Marie-Françoise-Thérèse Martin, conhecida como Santa Teresinha do Menino Jesus e da Santa Face, foi uma freira carmelita descalça francesa conhecida como um dos mais influentes modelos de santidade para católicos e religiosos em geral por seu "jeito prático e simples de abordar a vida espiritual". Juntamente com São Francisco de Assis, é uma das santas mais populares da história da Igreja. O papa Pio X chamou-a de "a maior entre os santos modernos".
Teresa nasceu na Rue Saint-Blaise em Alençon, na França, em 2 de janeiro de 1873, filha da santa Marie-Azélie Guérin, chamada geralmente de Zélie, uma bordadeira, e do santo Louis Martin, um joalheiro e relojoeiro, ambos devotos católicos. Louis havia tentado se tornar um clérigo secular do Hospício do Grande São Bernardo, mas foi recusado por não conhecer nada de latim. Zélie, que tinha um temperamento forte e ativo, desejava servir aos doentes e também considerou dedicar-se à vida consagrada, mas a prioresa das clérigas regulares do Hôtel-Dieu (a "Santa Casa") de Alençon ignorou seu pedido. Desapontada, aprendeu a bordar e teve muito sucesso, abrindo seu próprio negócio na própria rua Saint-Blaise com apenas 22 anos.

## História
Santa Teresa é ainda hoje muito popular por causa de suas memórias espirituais, cujo título original em francês é "L'histoire d'une âme" ("A História de uma Alma"). Ela começou a escrevê-las em 1895 como um livro de memórias de sua infância, instada principalmente por sua irmã Pauline, conhecida como Madre Agnes de Jesus. Como madre das carmelitas em Lisieux, Agnes pediu que Teresa escrevesse sua história depois que a irmã mais velha das duas, Maria do Sagrado Coração, fez-lhe uma pergunta sobre o tema. Quando Teresa estava em seu retiro, em setembro de 1896, escreveu uma carta para Maria que atualmente é parte da edição de "A História de uma Alma". Em junho do ano seguinte, Agnes soube da gravidade da situação de Teresa e imediatamente pediu que Madre Maria de Gonzaga, que a sucedeu como prioresa, permitisse que Teresa escrevesse outro livro de memórias, focado desta vez nos detalhes de sua vida religiosa. Incluindo uma seleção das cartas de Teresa, poemas e lembranças dela relatadas por outras freiras, a obra foi publicada postumamente. O texto foi muito editado por Madre Agnes, que fez mais de 7000 revisões no manuscrito de Teresa e o apresentou como uma autobiografia de sua irmã.
Desde 1973, duas edições centenárias dos manuscritos originais de Teresa não editados por Pauline, incluindo "A História de uma Alma", suas cartas, poemas, orações e peças foram publicados em francês. ICS Publications publicou uma edição crítica completa de suas obras: "A História de uma Alma", "Últimas Conversas" e dois volumes de cartas.

## Manuscritos
Manuscrito A, o qual Teresa intitulou História de uma Pequena Flor Branca, e dedicou à sua irmã Paulina, foi escrito entre janeiro de 1895 e 20 de janeiro de 1896. Paulina descreveu que «Em um anoitecer no princípio do ano de 1895, estava com minhas duas irmãs Maria e Teresa. As irmãs de Teresinha contaram várias lembranças de sua Infância e a sua irmã, Maria do Coração Sagrado (irmã mais velha de Teresa) disse-me; "Oh Madre, é uma lástima que tudo isto não fique escrito […] Se pedir à irmã Teresa que escreva as memórias de sua Infância, quanto prazer dar-nos-ia!" […] Olhei para a irmã Teresa, que sorriu como se estivéssemos conectadas, e lhe disse: "te ordeno escrever num diário as memórias de tua meninez."»
Manuscrito B, é uma carta dirigida à irmã Maria do Sagrado Coração (irmã mais velha de Teresa), escrita a pedido seu entre os dias 13 e 16 de setembro de 1896. Maria disse a Teresa que escrevesse suas descobertas espirituais, que ela mesma descreveria como seu pequeno caminho de confiança e amor. Teresa escreveu em dez páginas sua experiência, com letras muito coladas. "Suas muitas correções mostram que escrevia com grande pressa e em um estado de fadiga extrema."
Manuscrito C, trata-se de uma carta escrita para a priora do Carmelo, Madre Reverenda Maria de Gonzaga. Começou a escrevê-lo em 3 de junho de 1897 e finalizou-o em julho do mesmo ano. A terceira parte da autobiografia de Teresa foi descrita por Paulina: «Parece-me que estas narrações são incompletas. A irmã Teresa do Menino Jesus concentrou-se em sua Infância e juventude, quando sugeri que ela escrevesse sobre a sua vida como freira, já era difícil […] Pensei que era uma grande lástima que não tenha descrito o desenvolvimento de sua vida no Carmelo da mesma maneira, mas justo então tinha cessado […] Madre Maria de Gonzaga não lhe permitiu escrever mais […] vendo que a irmã Teresa estava muito doente […]» Paulina disse à priora que ordenasse a Teresa escrever sobre sua vida como freira e Maria de Gonzaga o fez, de modo que Teresa no meio da doença desenvolveu este manuscrito, escrito por volta de junho de 1897. Teresa deixou de escrever em julho do mesmo ano e a última palavra que escreveu foi amor.
Paulina dividiu os três manuscritos de Teresa em onze capítulos e acrescentou um duodécimo onde completava a história com os últimos meses de vida da autora. Finalmente, introduziu no texto umas poesias de Teresa e alguns extratos de sua correspondência. Os doze capítulos de História de uma Alma foram publicados em formato pequeno em 1902. Em 1906, a autobiografia da santa de Lisieux já tinha sido traduzida em inglês, polaco, holandês, italiano, português e espanhol.

## Influências
A História de uma Alma tem influenciado na vida de um grande número de pessoas, em especial, de pessoas que sentiram o desejo de consagrar sua vida como religiosos ou religiosas, um dos muitos exemplos é o da Beata Maria Cándida da Eucaristía.